# Gunyibi járás
A Gunyibi járás (oroszul: Гунибский район) Oroszország egyik járása Dagesztánban. Székhelye Gunyibl.

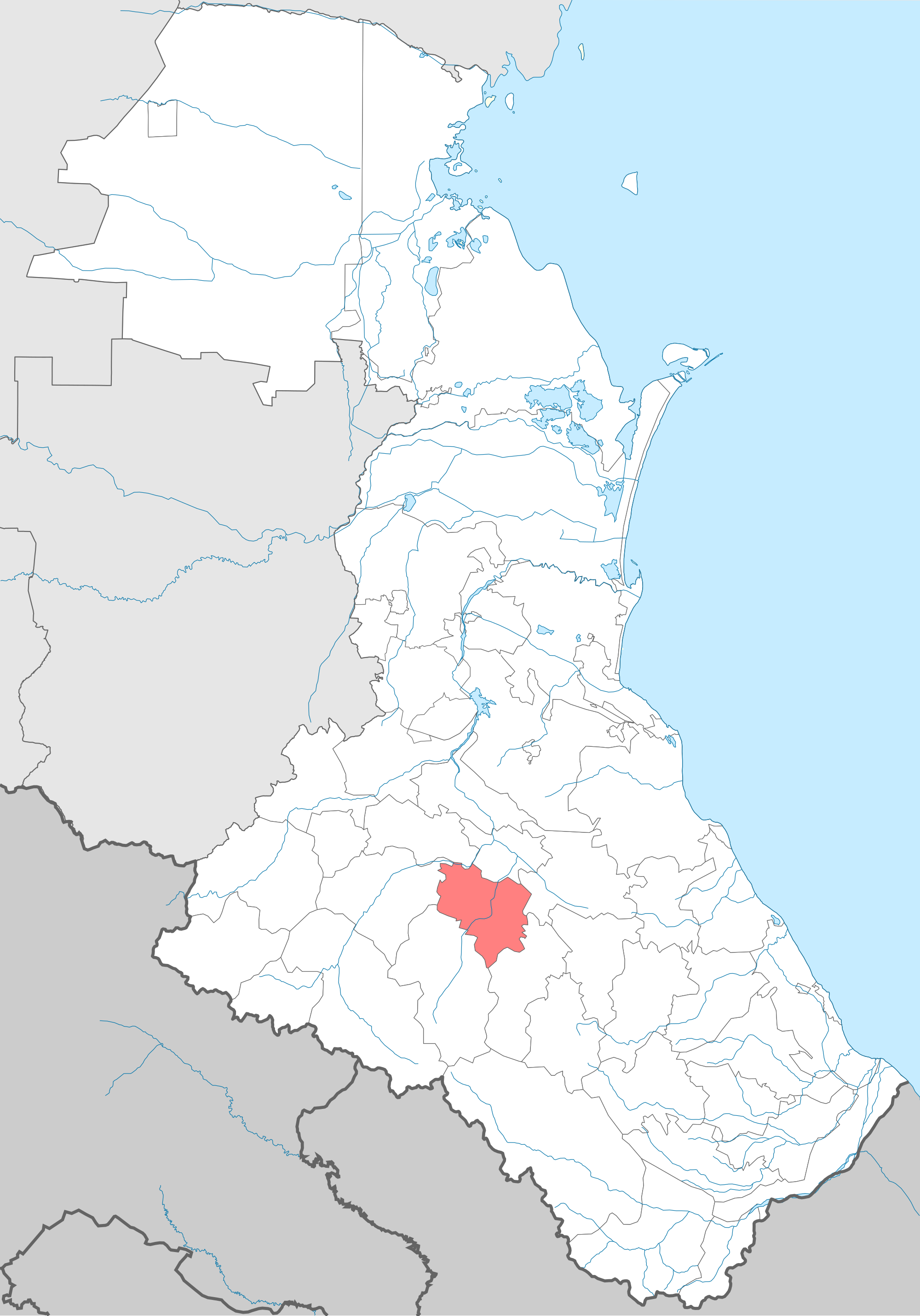
A Gunyibi járás Dagesztánban

## Népesség
- 1989-ben 19 390 lakosa volt, melyből 19 085 avar (99,4%), 146 dargin, 76 kumik, 36 orosz, 28 lak, 3 lezg, 2 csecsen, 1 tabaszaran.
- 2002-ben 25 106 lakosa volt, melyből 24 155 avar (96,2%), 784 dargin (3,1%), 48 kumik, 41 orosz, 27 lak, 13 azeri, 9 tabaszaran, 7 lezg, 6 nogaj, 2 cahur, 1 csecsen.
- 2010-ben 25 303 lakosa volt, melyből 24 381 avar (96,4%), 628 dargin (2,5%), 43 kumik, 29 lak, 25 orosz, 10 lezg, 5 csecsen, 3 azeri, 3 rutul, 2 tabaszaran, 1 agul.